# Зимни олимпийски игри 1940
Петите зимни олимпийски игри са готвени, но така и не са проведени поради избухването на Втората световна война.
Първоначално е планирано да се проведат в Сапоро, Япония. Още преди началото на войната игрите са преместени в Санкт Мориц, Швейцария, а по-късно - в Гармиш-Партенкирхен, Бавария, Германия, но след началото на военните действия олимпиадата е напълно отменена.
Следващите зимни олимпийски игри са проведени в Санкт Мориц през 1948 г.